# Le Roi lion (magazine)
Pour les articles homonymes, voir Le Roi lion (homonymie).
Le magazine Le Roi lion (sous-titré Une série pour découvrir et aimer la nature) était une revue hebdomadaire spécialisée dans la vie sauvage d'Afrique, tirant son titre et ses personnages du film Le Roi lion. Elle a commencé sa parution en 1996 et a compté 104 numéros.

## Rubriques
- Le monde de Simba : la vie des animaux sauvages
- Hakuna matata, pas de soucis : le récit des aventures de Simba, Timon et Pumbaa dans la jungle et la savane (jusqu'au numéro 80).
- L'atelier de Zazu : pour les apprentis bricoleurs (jusqu'au numéro 80).
- Les voyages de Pumbaa et Timon : pour découvrir tous les coins de la planète et les principaux phénomènes (jusqu'au numéro 80).
- Le Roi lion, coloriages : pour colorier les principales scènes du film.
- Les contes de Rafiki : des histoires sur les animaux ou les éléments de la nature.
- La brigade des bestioles : sur les insectes.
- À tes crayons : pour dessiner les personnages du film ou d'autres animaux
- Jeux : pour jouer avec les personnages du film.

À partir du numéro 81, une grande bande dessinée a retracé tout le film.